# Викентьев, Казимир Францевич
Казимир Францевич Викентьев (14 ноября 1910, Мозырь, Минская губерния — 1994) — советский военный деятель, полковник. Участник советско-финской и Великой Отечественной войны. Почётный гражданин Мозыря.

## Биография
Родился в 1910 году в Мозыре. С 1928 года - рабочий лесопильного завода «Красный пограничник» в деревне Милашевичи Лельчицкого района. В 1930 году был призван в РККА. В 1933 году окончил Объединенную белорусскую военную школу.
Участник советско-финской войны: командир батальона 149-го стрелкового полка. Член КПСС.
Участник Великой Отечественной войны: командир отдельного минометного дивизиона 142-й стрелковой дивизии, командир 175-го минометного полка, командир 42-й минометной бригады 18-го артиллерийского дивизиона, командир 2-й гаубичной артиллерийской бригады РГК Войска Польского.
В 1953-1957 — командующий артиллерией 67-й механизированной дивизии. С 1957 года в отставке. Почётный гражданин Мозыря (1994). Умер в 1995 году.

## Награды
- Орден Ленина (26.10.1955)
- Орден Красного Знамени (30.01.1943, 07.05.1945, 10.06.1946, 15.11.1950)
- Орден Александра Невского (29.02.1944)
- Орден Отечественной войны I степени (04.07.1945, 06.04.1985)
- Орден Красной Звезды (07.04.1940, 03.11.1944)
- Орден Virtuti Militari 5 степени
- Орден Крест Грюнвальда 3 степени